# نج مينغ وي
نج مينغ وي (بالصينية: 黃名緯؛ بالإنجليزية: Ng Ming Wei) هو لاعب تايكوندو سنغافوري، ولد في 20 نوفمبر 1994 في سنغافورة.

## روابط خارجية
- نج مينغ وي على موقع TaekwondoData.com (الإنجليزية)